# Millionærdrengen (film fra 1914)
 For alternative betydninger, se Millionærdrengen. (Se også artikler, som begynder med Millionærdrengen)
Millionærdrengen er en stumfilm fra 1914 instrueret af Holger-Madsen.